# Struktura Kościoła Starokatolickiego Mariawitów w RP

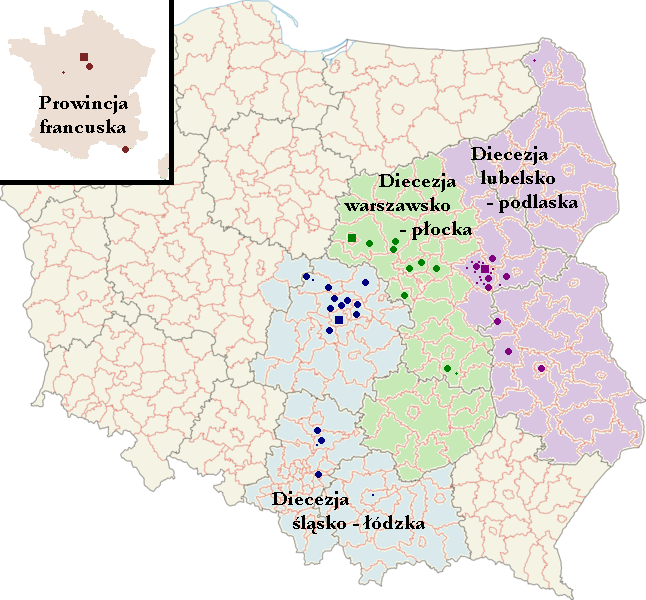
Diecezje Kościoła Starokatolickiego Mariawitów w RP

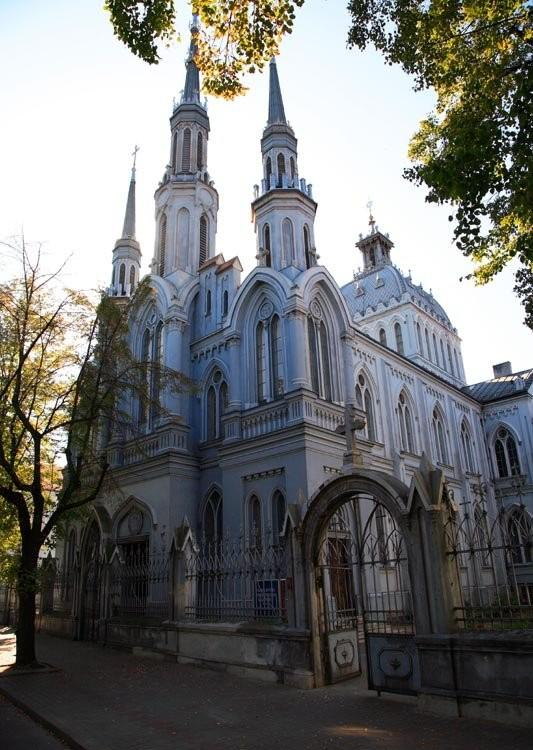
Świątynia Miłosierdzia i Miłości w Płocku

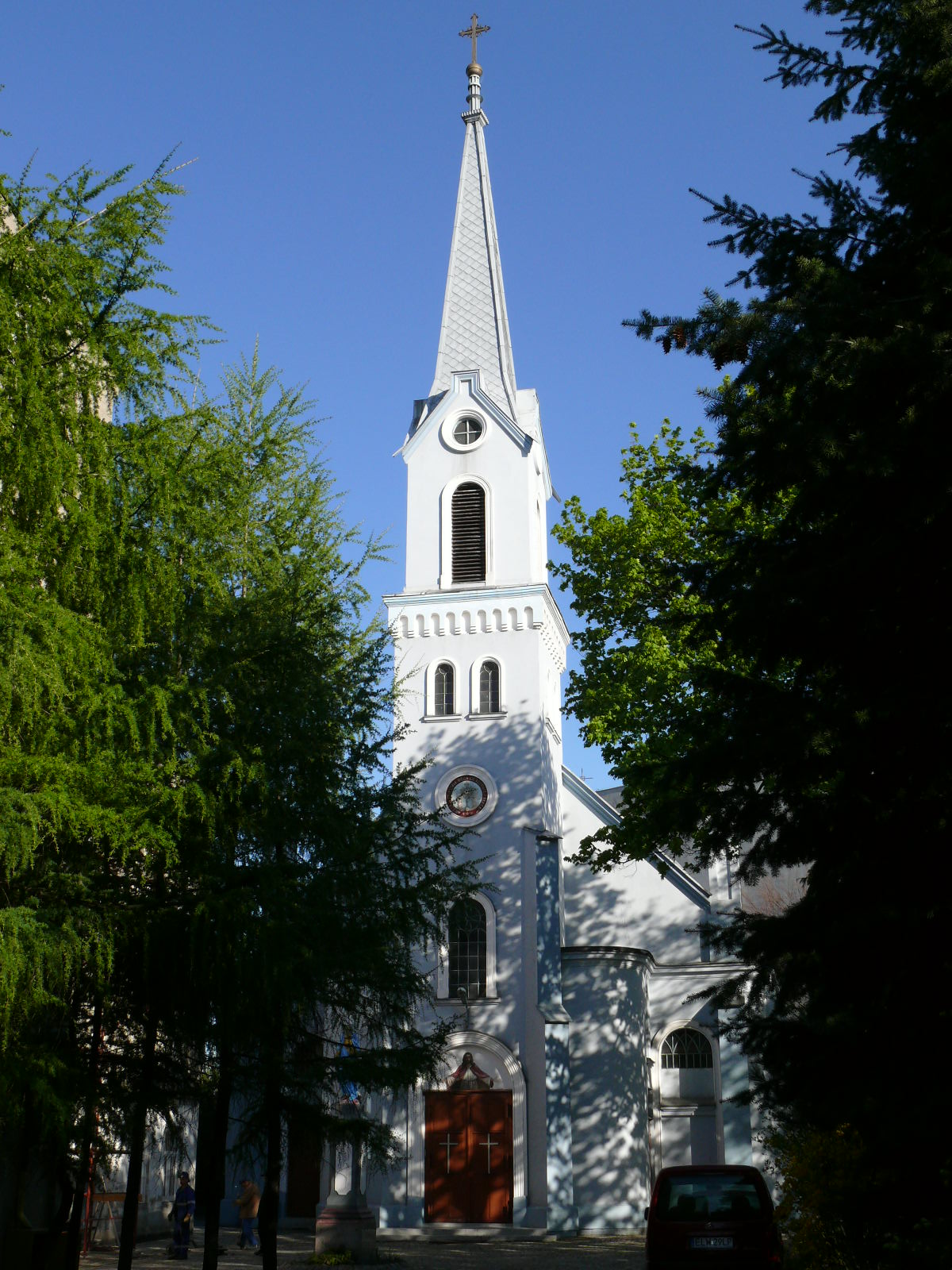
Kościół diecezjalny św. Franciszka z Asyżu w Łodzi

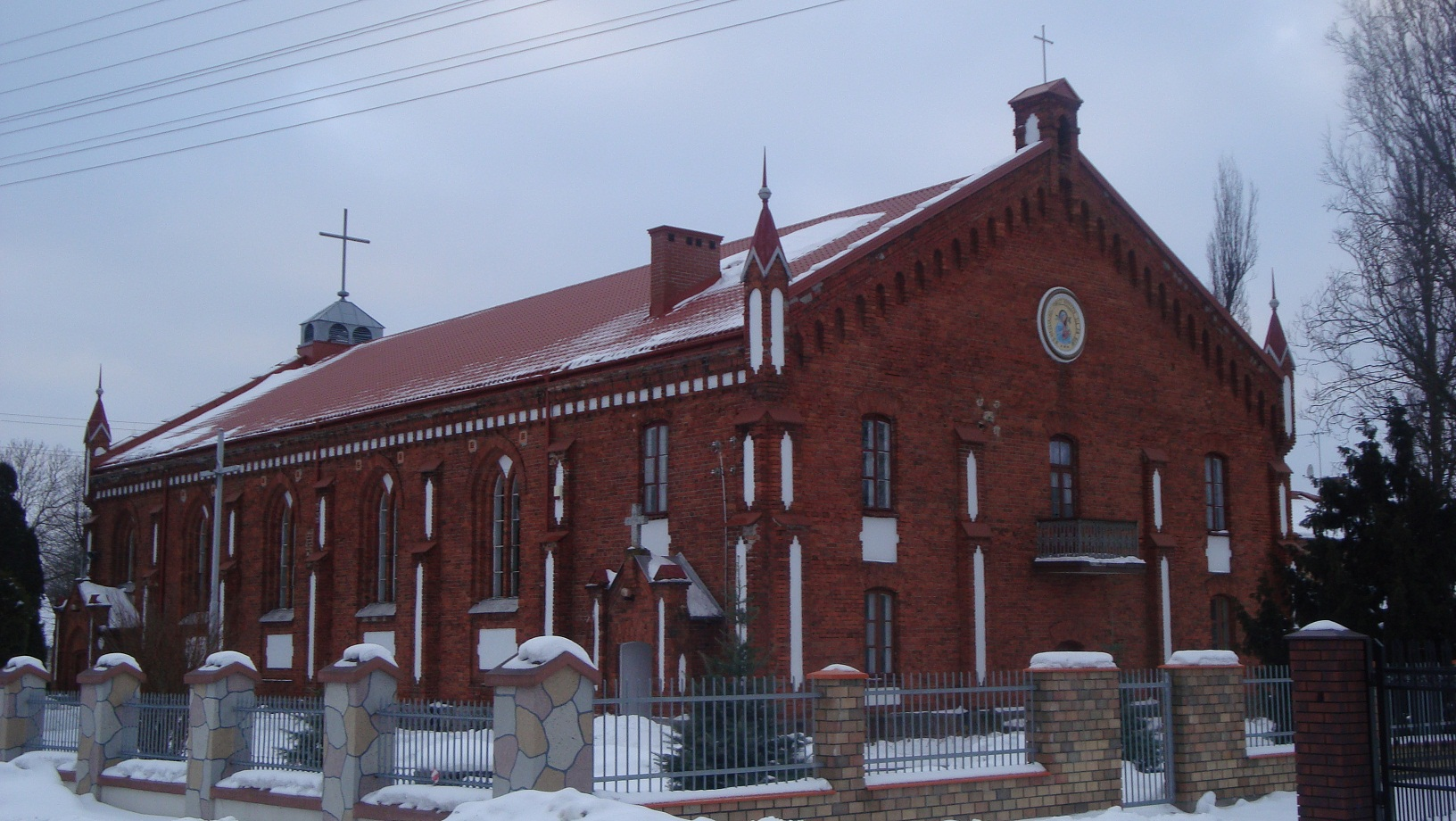
Kościół diecezjalny Trójcy Przenajświętszej w Wiśniewie

Kościół Starokatolicki Mariawitów w RP podzielony jest na 3 diecezje, które z kolei są podzielone na 36 parafii. Obecnie Kościół zrzesza około 40 tysięcy wiernych, w tym 23 355 wiernych przypisanych do konkretnych parafii. Na czele diecezji stoi biskup ordynariusz, natomiast na czele każdej parafii – proboszcz.
Oprócz diecezji polskich pod jurysdykcją Kościoła Starokatolickiego Mariawitów znajduje się prowincja francuska, składająca się z dwóch diecezji: francuskiej i normandzkiej. 

## Struktura
- Diecezja warszawsko-płocka (siedziba w Płocku):
  - Parafia Trójcy Przenajświętszej w Błoniu
  - Parafia św. Jana Chrzciciela w Lesznie
  - Parafia Trójcy Przenajświętszej w Lutkówce
  - Parafia Nawiedzenia św. Elżbiety przez Najświętszą Maryję Pannę w Pepłowie
  - Parafia Przenajświętszego Sakramentu w Płocku
  - Parafia Świętych Apostołów Piotra i Pawła w Radzyminku
  - Parafia św. Anny w Raszewie Dworskim
  - Parafia Matki Boskiej Nieustającej Pomocy w Warszawie
  - Parafia Przemienienia Pańskiego w Wierzbicy
    - Diaspora w Krakowie i Nowym Sączu.
    - Diaspora w Radomiu
- Diecezja śląsko-łódzka (siedziba w Łodzi):
  - Parafia św. Jana Chrzciciela w Dobrej
  - Parafia św. Marii Magdaleny w Gniazdowie
  - Parafia Podwyższenia Krzyża Świętego w Grzmiącej
  - Parafia Przenajświętszego Sakramentu w Kadzidłowej
  - Parafia św. Paschalisa w Koziegłowach
  - Parafia Matki Boskiej Szkaplerznej i św. Wojciecha w Lipce
  - Parafia Przenajświętszego Sakramentu w Łowiczu
  - Parafia św. Franciszka z Asyżu w Łodzi
  - Parafia Przenajświętszego Sakramentu w Pabianicach
  - Parafia Trójcy Przenajświętszej w Piątku
  - Parafia św. Mateusza Apostoła i Ewangelisty w Nowej Sobótce
    - Diaspora w Kutnie.

  - Parafia Matki Boskiej Różańcowej w Sosnowcu
  - Parafia Matki Boskiej Nieustającej Pomocy w Starczy
  - Parafia św. Anny i św. Marcina w Strykowie
  - Parafia Narodzenia Najświętszej Maryi Panny w Woli Cyrusowej
  - Parafia Matki Boskiej Nieustającej Pomocy w Zgierzu
- Diecezja lubelsko-podlaska (siedziba w Wiśniewie):
  - Parafia św. Jana Chrzciciela w Cegłowie
    - Filia w Jędrzejowie Nowym
    - Filia w Krzywicy
    - Filia w Łękawicy
    - Filia w Świętochach
    - Filia w Zglechowie

  - Parafia Świętych Apostołów Piotra i Pawła w Goździe
  - Parafia Matki Boskiej Nieustającej Pomocy w Lublinie
  - Parafia Przenajświętszego Sakramentu w Łanach
  - Parafia Narodzenia Najświętszej Maryi Panny w Mińsku Mazowieckim
  - Parafia św. Anny w Piasecznie
    - Filia w Kamionce

  - Parafia Trójcy Przenajświętszej w Wiśniewie
    - Filia w Abramach-Szemborach
    - Filia w Czarnogłowiu
    - Filia w Wólce Kałuskiej
    - Filia w Wólce Mlęckiej
    - Filia w Turku

  - Parafia Przemienienia Pańskiego w Żarnówce
  - Parafia Wniebowzięcia Najświętszej Maryi Panny w Żeliszewie Dużym
    - Filia w Dąbrówce-Stanach
- Prowincja francuska
  - Diecezja Francji
    - Parafia Maryi Panny Matki Bożej w Paryżu
      - Kaplica Najświętszej Maryi Panny w Paryżu

    - Parafia św. Szarabela w Lye

  - Diecezja Normandii
    - Parafia Najświętszej Maryi Panny w Moint-Saint-Aignan